# انوچ
اَنوج روستایی از توابع بخش سامن شهرستان ملایر در استان همدان ایران است.

## جمعیت
این روستا در دهستان سفیدکوه قرار داشته و براساس سرشماری سال 1403جمعیت آن 2500نفر (700 خانوار) بوده‌است

## جاذبه‌های گردشگری
- قلعه باستانی انوج :

مورخان و باستان‌شناسان قلعه‌ی انوج را متعلق به 6 سده پیش از میلاد مسیح می‌دانند. این قلعه کهن 8000 ساله با وجود آسیب در بخش‌های محتلف آن، دژی استوار است. انجام امور خاک‌برداری در مجاورت قلعه به قصد حفر تونل سبب تخریب بخش‌هایی از قلعه شده است. این تونل‌ها را مردم در طول زمان به عنوان یک مسیر مخفی برای فرار از دشمن حفر کرده‌اند.
- معماری قلعه انوج :

قلعه انوج به واسطه قدمت طولانی که دارد از مصالح ساده و ابتدایی همچون خشت و گل ساخته شده است. قنات هایی که در این قلعه حفر شده اند دارای آثاری قدیمی از کنده کاری ها هستند. قدیمی ترین قنات مجموعه را قنات عزت الله خانی می گویند که در ضلع جنوبی آن می توان آثار کنده کاری را مشاهده کرد.